# José Perdiz
José Perdiz de Jesus (20 de maio de 1963), é Presidente do STJD, filho de José de Jesus Filho, ex-ministro do STJ e ex-ministro interino da Justiça no governo de Fernando Henrique Cardoso. Foi presidente Interino da Confederação Brasileira de Futebol durante 1 mês.

## História
Perdiz formou-se em Direito pela Universidade Federal de Goiás (UFG) em 1988. Em 1991, iniciou sua carreira como advogado, especializando-se em Direito Civil e Direito Desportivo. Em 1995, fundou o escritório Perdiz de Jesus Advogados Associados, especializado em Direito Civil, Direito Desportivo, Direito Empresarial e Direito Público.
Perdiz é membro da Ordem dos Advogados do Brasil (OAB) desde 1989, e exerceu diversos cargos na instituição, incluindo a presidência das Comissões Eleitorais da OAB/DF nos triênios 2013/2015, 2016/2018 e 2019/2021.No âmbito do Direito Desportivo, Perdiz atuou em diversas causas relevantes, incluindo o julgamento do caso de manipulação de resultados no Campeonato Brasileiro de 2015. Em 2020, foi eleito auditor do Pleno do STJD, e em 2023 assumiu a presidência do órgão.Como presidente do STJD, Perdiz tem se dedicado a modernizar o órgão e a fortalecer a Justiça Desportiva brasileira. Em seu mandato, o STJD tem adotado medidas para agilizar os julgamentos, aumentar a transparência e a eficiência da Justiça Desportiva, e combater a corrupção no esporte.
Perdiz foi presidente da Confederação Brasileira de Futebol a CBF, quando o então presidente Ednaldo Rodrigues foi destituído do comando da CBF por uma decisão de 7 de dezembro da 21ª Câmara de Direito Privado do Tribunal de Justiça do Rio de Janeiro (TJ-RJ). A passagem de Perdiz como presidente da CBF durou um mês, quando no 4 de janeiro de 2024, o ministro do STF Gilmar Mendes determinou a volta de Ednaldo Rodrigues.